# El Trompillo
El Trompillo är en ort i Mexiko.   Den ligger i kommunen Valle de Bravo och delstaten Mexiko, i den södra delen av landet, 100 km väster om huvudstaden Mexico City. El Trompillo ligger 2 565 meter över havet och antalet invånare är 136.
Terrängen runt El Trompillo är lite bergig. Runt El Trompillo är det ganska tätbefolkat, med 100 invånare per kvadratkilometer. Närmaste större samhälle är Valle de Bravo, 11,5 km väster om El Trompillo. I omgivningarna runt El Trompillo växer i huvudsak blandskog.